# Franklinmedaljen
Franklinmedaljen var ett amerikanskt vetenskapspris som utdelades från 1915 till 1997 av Franklin Institute i Philadelphia i Pennsylvania. Det instiftades 1914 av Samuel Insull.
Franklinmedaljen var den mest prestigefyllda utmärkelsen som utdelades av Franklin Institute. År 1998 slogs flera priser samman till Benjamin Franklin-medaljen.

## Pristagare
- 1915 Thomas Alva Edison
- 1915 Heike Kamerlingh Onnes
- 1916 John J. Carty
- 1916 Theodore William Richards
- 1917 Hendrik Antoon Lorentz
- 1917 David Watson Taylor
- 1918 Guglielmo Marconi
- 1918 Thomas Corwin Mendenhall
- 1919 James Dewar
- 1919 George Squier
- 1920 Svante Arrhenius
- 1920 Charles Algernon Parsons
- 1921 Charles Fabry
- 1921 Frank J. Sprague
- 1922 Ralph Modjeski
- 1922 Joseph John Thomson
- 1923 Gustave-Auguste Ferrié
- 1923 Albert A. Michelson
- 1924 Ernest Rutherford
- 1924 Edward Weston
- 1925 Elihu Thomson
- 1925 Pieter Zeeman
- 1926 Niels Bohr
- 1926 Samuel Rea
- 1927 George Ellery Hale
- 1927 Max Planck
- 1928 Charles F. Brush
- 1928 Walther Nernst
- 1929 Emile Berliner
- 1929 Charles Thomson Rees Wilson
- 1930 William H. Bragg
- 1930 John Frank Stevens
- 1931 James Hopwood Jeans
- 1931 Willis Rodney Whitney
- 1932 Philipp Lenard
- 1932 Ambrose Swasey
- 1933 Paul Sabatier
- 1933 Orville Wright
- 1934 Irving Langmuir
- 1934 Henry Norris Russell
- 1935 Albert Einstein
- 1935 John Ambrose Fleming
- 1936 Frank Baldwin Jewett
- 1936 Charles Franklin Kettering
- 1937 Peter Debye
- 1937 Robert Andrews Millikan
- 1938 William Frederick Durand
- 1938 Charles August Kraus
- 1939 Edwin Hubble
- 1939 Albert Sauveur
- 1940 Leo Baekeland
- 1940 Arthur Holly Compton
- 1941 Edwin H. Armstrong
- 1941 Chandrasekhara Venkata Raman
- 1942 Jerome Clarke Hunsaker
- 1942 Paul Dyer Merica
- 1943 George Washington Pierce
- 1943 Harold Urey
- 1944 William David Coolidge
- 1944 Peter Kapitza
- 1945 Harlow Shapley
- 1946 Henry Clapp Sherman
- 1946 Henry Thomas Tizard
- 1947 Enrico Fermi
- 1947 Robert Robinson
- 1948 Wendell Stanley
- 1948 Theodore von Kármán
- 1949 The Svedberg
- 1950 Eugene Wigner
- 1951 James Chadwick
- 1952 Wolfgang Pauli
- 1953 William Francis Gibbs
- 1954 Charles Edward Kenneth Mees
- 1955 Arne Tiselius
- 1956 Frank Whittle
- 1957 Hugh Stott Taylor
- 1958 Donald Wills Douglas
- 1959 Hans Bethe
- 1960 Roger Adams
- 1961 Detlev W. Bronk
- 1962 Geoffrey Ingram Taylor
- 1963 Glenn T. Seaborg
- 1964 Gregory Breit
- 1965 Frederick Seitz
- 1966 Britton Chance
- 1967 Murray Gell-Mann
- 1968 Marshall Warren Nirenberg
- 1969 John Archibald Wheeler
- 1970 Wolfgang K.H. Panofsky
- 1971 Hannes Alfvén
- 1972 George B. Kistiakowsky
- 1973 Theodosius Dobzhansky
- 1974 Nikolaj Bogoljubov
- 1975 John Bardeen
- 1976 Mahlon B. Hoagland
- 1977 Cyril Manton Harris
- 1978 Elias James Corey
- 1979 G. Evelyn Hutchinson
- 1980 Avram Goldstein
- 1980 Lyman Spitzer
- 1981 Stephen Hawking
- 1982 César Milstein
- 1982 Kenneth G. Wilson
- 1984 Verner E. Suomi
- 1985 George Claude Pimentel
- 1986 Benoît Mandelbrot
- 1987 Stanley Cohen
- 1988 Donald Ervin Knuth
- 1990 Hugh E. Huxley
- 1990 David Turnbull
- 1992 Frederick Reines
- 1995 Gerard 't Hooft
- 1996 Richard E. Smalley
- 1997 Mario Renato Capecchi